# Cerro Caramacate
El Cerro Caramacate es una formación de montaña ubicada en el extremo norte del estado Guárico, Venezuela. A una altitud promedio entre 1.114 m s. n. m. y 1.210 m s. n. m., el Cerro Caramacate es una de las montañas más altas en Guárico.

## Ubicación
El Cerro Caramacate está ubicado al norte de Guárico, justo en su límite con el estado Miranda y el este del extremo sur del estado Aragua. Su falda sur se continúa hasta el embalse de Guanapito.

## Geología
El Cerro Caramacate se asienta en el extremo este de una formación geológica al norte de Guárico, denominada Formación Garrapata o formación Arrayanes. Los fósiles desenterrados en la región evidencian que los estratos del Cerro Caramacate afloran con rocas cuyas edades datan del Cretácico. Son rocas compuestas por una variedad de fragmentos líticos, que incluyen rocas sedimentarias, volcánicas, plutónicas, metamórficas y rocas con fragmentos de minerales (cuarzo, feldespatos, anfiboles y piroxenos).